# 36-я бомбардировочная авиационная дивизия
36-я бомбардировочная авиационная Смоленская Краснознамённая дивизия (36-я бад) — авиационное соединение Военно-Воздушных сил (ВВС) Вооружённых Сил РККА дальней бомбардировочной авиации, принимавшее участие в боевых действиях Великой Отечественной войны, вошедшее после распада СССР в состав ВВС ВМФ России.

## История наименований дивизии
- 133-я авиационная дивизия;
- 133-я авиационная дивизия дальнего действия;
- 36-я авиационная дивизия дальнего действия;
- 36-я авиационная Смоленская дивизия дальнего действия;
- 36-я авиационная Смоленская Краснознамённая дивизия дальнего действия;
- 36-я бомбардировочная авиационная Смоленская Краснознамённая дивизия;
- 57-я бомбардировочная авиационная Смоленская Краснознамённая дивизия;
- 57-я бомбардировочная авиационная Смоленская Краснознамённая дивизия;
- 57-я тяжёлая бомбардировочная авиационная Смоленская Краснознамённая дивизия;
- 57-я морская минно-торпедная авиационная Смоленская Краснознамённая дивизия;
- 57-я морская минно-торпедная авиационная Смоленская Краснознамённая дивизия дальнего действия;
- 57-я морская ракетоносная авиационная Смоленская Краснознамённая дивизия дальнего действия;
- 57-я тяжёлая бомбардировочная авиационная Смоленская Краснознамённая дивизия;
- 57-я морская ракетоносная авиационная Смоленская Краснознамённая дивизия дальнего действия;
- 57-я смешанная корабельная авиационная Смоленская Краснознамённая дивизия;
- Войсковая часть (Полевая почта) 15525.

## История и боевой путь дивизии
В декабре 1944 года в связи с переформированием авиации дальнего действия в 18-ю воздушную армию 36-я авиационная дивизия дальнего действия была переименована в 36-ю бомбардировочную авиационную дивизию. После переформирования дивизия вошла в состав 1-го гвардейского бомбардировочного авиационного корпуса, в составе которого принимала участие в операциях:
- Висло-Одерская наступательная операция — с 12 января 1945 года по 3 февраля 1945 года.
- Восточно-Прусская операция — с 13 января 1945 года по 25 апреля 1945 года.
- Восточно-Померанская операция — с 20 февраля 1945 года по 4 апреля 1945 года.
- Кенигсбергская операция — с 6 апреля 1945 года по 9 апреля 1945 года.
- Берлинская операция — с 16 апреля 1945 года по 8 мая 1945 года.

Последние дни войны дивизия бомбила Берлин с аэродромов в Польше.

### В действующей армии
В составе действующей армии дивизия находилась с 26 декабря 1944 года по 9 мая 1945 года.

### Командир дивизии
| Звание                           | Имя                         | Период                                     | Примечание |
| -------------------------------- | --------------------------- | ------------------------------------------ | ---------- |
| Генерал-майор авиации            | Дрянин Виталий Филиппович   | 26 декабря 1944 года — 15 марта 1945 года  |            |
| Полковник, Генерал-майор авиации | Гусаров Николай Сергеевич   | 15 марта 1945 года — 1 декабря 1947 года   |            |
| Полковник, Генерал-майор авиации | Бабенко Андрей Дементьевич  | 1 декабря 1947 года — 23 декабря 1950 года |            |
| Генерал-майор авиации            | Бровко Иван Карпович        | август 1953 года — март 1956 года          |            |
| Полковник                        | Кузнецов, Георгий Андреевич | март 1956 года — ноябрь 1957 года          |            |

### В составе объединений
| Дата          | Армия (Флот)                         | Соединение (Объединение)                                     |
| ------------- | ------------------------------------ | ------------------------------------------------------------ |
| 23.12.1944 г. | 18-я воздушная армия                 |                                                              |
| 31.12.1944 г. | 18-я воздушная армия                 | 1-й гвардейский бомбардировочный авиационный корпус          |
| 05.04.1946 г. | 1-я воздушная армия дальней авиации  | 1-й гвардейский бомбардировочный авиационный корпус          |
| 20.02.1949 г. | 50-я воздушная армия дальней авиации | 51-й гвардейский бомбардировочный авиационный корпус         |
| 01.01.1950 г. | 50-я воздушная армия дальней авиации | 51-й гвардейский тяжёлый бомбардировочный авиационный корпус |
| 01.02.1955 г. | Балтийский флот                      | ВВС Балтийского флота                                        |
| 01.09.1961 г. | Командование дальней авиации         | 6-й отдельный тяжёлый бомбардировочный авиационный корпус    |
| 01.08.1963 г. | Балтийский флот                      | ВВС Балтийского флота                                        |
| 01.12.1991 г. | Северный флот ВМФ России             | ВВС Северного флота                                          |
| 01.05.1998 г. | Северный флот ВМФ России             | ВВС Северного флота                                          |

## Части и отдельные подразделения дивизии
За весь период своего существования боевой состав дивизии оставался постоянным:
| Период                     | Наименование                                                 | Вооружение |
| -------------------------- | ------------------------------------------------------------ | --- |
| 26.12.1944 — 21.12.1945 г. | 28-й гвардейский бомбардировочный авиационный полк           | Ил-4, переформирован в 171-й гв. бап                                                                               |
| 26.12.1944 — 21.12.1945 г. | 171-й гвардейский бомбардировочный авиационный полк          | ДБ-3, Ту-4, передан в 45-ю тбад                                                                                    |
| 26.12.1944 — 10.1950 г.    | 108-й бомбардировочный авиационный полк                      | Ил-4, расформирован                                                                                                |
| 26.12.1944 — 1995 г.       | 240-й гвардейский бомбардировочный авиационный полк          | Ил-4, Ту-4, Ту-16, Ту-22М3, передан в 444-й центр боевой подготовки и переучивания летного состава морской авиации |
| 21.12.1945 — 01.04.1946 г. | 109-й бомбардировочный авиационный полк                      | Ил-4, расформирован                                                                                                |
| 01.04.1946 — 01.03.1991 г. | 170-й гвардейский бомбардировочный авиационный полк          | Ил-4, Ту-4, Ту-16, Ту-22М2, Ту-22М3, расформирован                                                                 |
| 01.10.1952 — 01.02.1955 г. | 362-й бомбардировочный авиационный полк                      | Ту-4, передан в 11-ю гв. тбад                                                                                      |
| 1960 — 1961 г.             | 12-й морской ракетоносный авиационный полк                   | Ту-16, передан в состав ВВС Балтийского флота                                                                      |
| 01.03.1962 — 28.11.1962 г. | 210-й гвардейский тяжёлый бомбардировочный авиационный полк  | Ту-16, передан в состав ВВС Балтийского флота                                                                      |
| 01.03.1962 — 01.08.1963 г. | 402-й тяжёлый бомбардировочный авиационный полк              | Ту-16, передан в состав 6-го отдельного тбак                                                                       |
| 01.02.1962 — 01.11.1962 г. | 111-й тяжёлый бомбардировочный авиационный полк              | Ту-16, передан в 22-ю гв. тбад                                                                                     |
| 01.12.1978 — 1989 г.       | 342-й авиационный полк радиоэлектронной борьбы               | Ту-16СПС, расформирован                                                                                            |
| 11.03.1991 — 01.05.1998 г. | 830-й отдельный корабельный противолодочный вертолётный полк | Ка-27, Ка-29, передан в состав Северного флота                                                                     |
| 11.03.1991 — 25.12.1993 г. | 38-й отдельный корабельный противолодочный вертолётный полк  | Ка-27, Ка-29, расформирован                                                                                        |
| 11.03.1991 — 01.05.1998 г. | 279-й отдельный корабельный истребительный авиационный полк  | Су-25, Су-27К, Су-33, передан в состав Северного флота                                                             |

## Послевоенная история дивизии

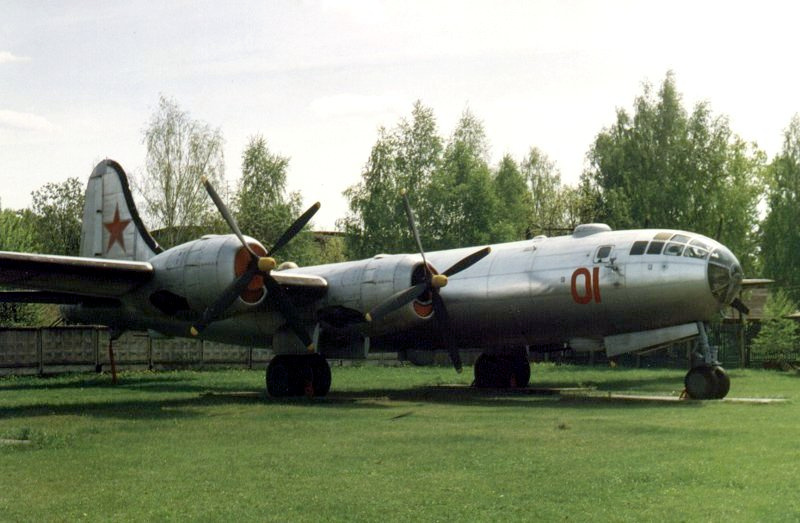
Самолёт дивизии с 1948 по 1956 годы — Ту-4. На фото единственный сохранившийся в России экземпляр самолёта в музее в Монино

После войны дивизия базировалась на аэродромах в Польше. Штаб дивизии располагался в Мендзыжец-Подляски. С апреля 1946 года дивизия в составе 1-го гвардейского бомбардировочного авиационного корпуса 1-й воздушной армии дальней авиации, созданной на базе 3-й воздушной армии перебазировалась на аэродром Климово, штаб — в город Новозыбков Брянской области.
В 1949 году дивизия переименована в 57-ю бомбардировочную авиационную дивизию, 1-й гвардейский бомбардировочный авиационный Смоленско-Берлинский корпус переименован в 51-й гвардейский бомбардировочный авиационный Смоленско-Берлинский корпус, а 1-я воздушная армия дальней авиации — в 50-ю воздушную армию дальней авиации. В феврале 1950 года полки дивизии стали получать новую авиационную технику — самолёты Ту-4, оснащённые системой дозаправки топливом в воздухе и способные нанести ответные удары по передовым базам США в Западной Европе. Дивизия и её полки к наименованию получили дополнительное наименование «тяжёлая». C 17 февраля 1950 года дивизия именуется как 57-я тяжёлая бомбардировочная авиационная дивизия.
В феврале 1955 года дивизия была передана в состав ВВС Балтийского флота и была переименована.

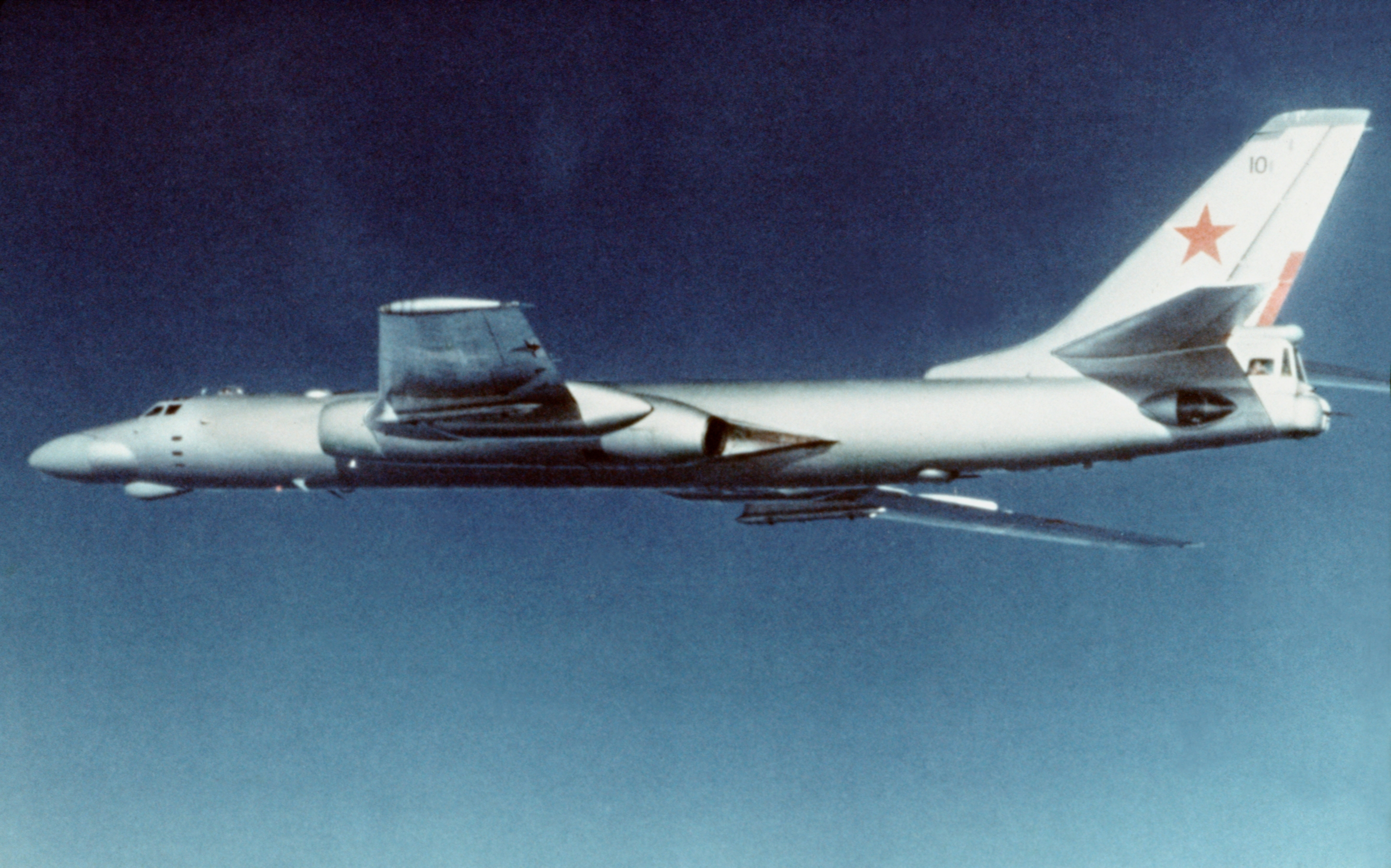
Самолёт Ту-16. Стоял на вооружении полков дивизии с 1956 года

С 1956 года полки дивизии переучивались на новые самолёты — Ту-16, тяжёлый двухмоторный реактивный многоцелевой самолёт с возможностью доставки ядерных боеприпасов.
В связи с реорганизацией структуры дивизия в сентябре 1961 года была возвращена в состав дальней авиации ВВС и передана в 6-й отдельный тяжёлый бомбардировочный авиационный корпус, сформированный на базе 50-й воздушной армии дальней авиации. В августе 1963 года дивизия была обратно возвращена в состав ВВС Балтийского флота, где пробыла до декабря 1991 года. К тому времени полки дивизии были вооружены самолётами Ту-16, Ту-22М2 и Ту-22М3.
После распада СССР дивизия 31 декабря 1991 года была перебазирована на аэродром Североморск-3 и передана в состав Северного флота. Входившие в её состав полки:
- 170-й гвардейский морской ракетоносный авиационный Смоленский Краснознамённый полк расформирован в марте 1991 года на аэродроме Быхов (Могилевская область)[8];
- 240-й гвардейский морской ракетоносный авиационный Севастопольско-Берлинский Краснознамённый полк на аэродроме Остров передан в 444-й центр боевой подготовки и переучивания летного состава морской авиации[8].

После вхождения в состав Северного флота дивизия приняла в свой состав:
- 830-й отдельный корабельный противолодочный вертолётный полк (Ка-27, Ка-29);
- 38-й отдельный корабельный противолодочный вертолётный полк (Ка-27, Ка-29);
- 279-й отдельный корабельный истребительный авиационный полк (Су-25, Су-27К, Су-33).

и была переименована в смешанную дивизию, получив наименование — 57-я смешанная корабельная авиационная Смоленская Краснознамённая дивизия.
В связи с дальнейшими сокращениями Вооружённых сил России 1 мая 1998 года дивизия была расформирована на аэродроме Североморск-3, а входившие в её состав полки переданы в прямое подчинение ВВС Северного флота.

## Отличившиеся воины дивизии

### Герои Советского Союза

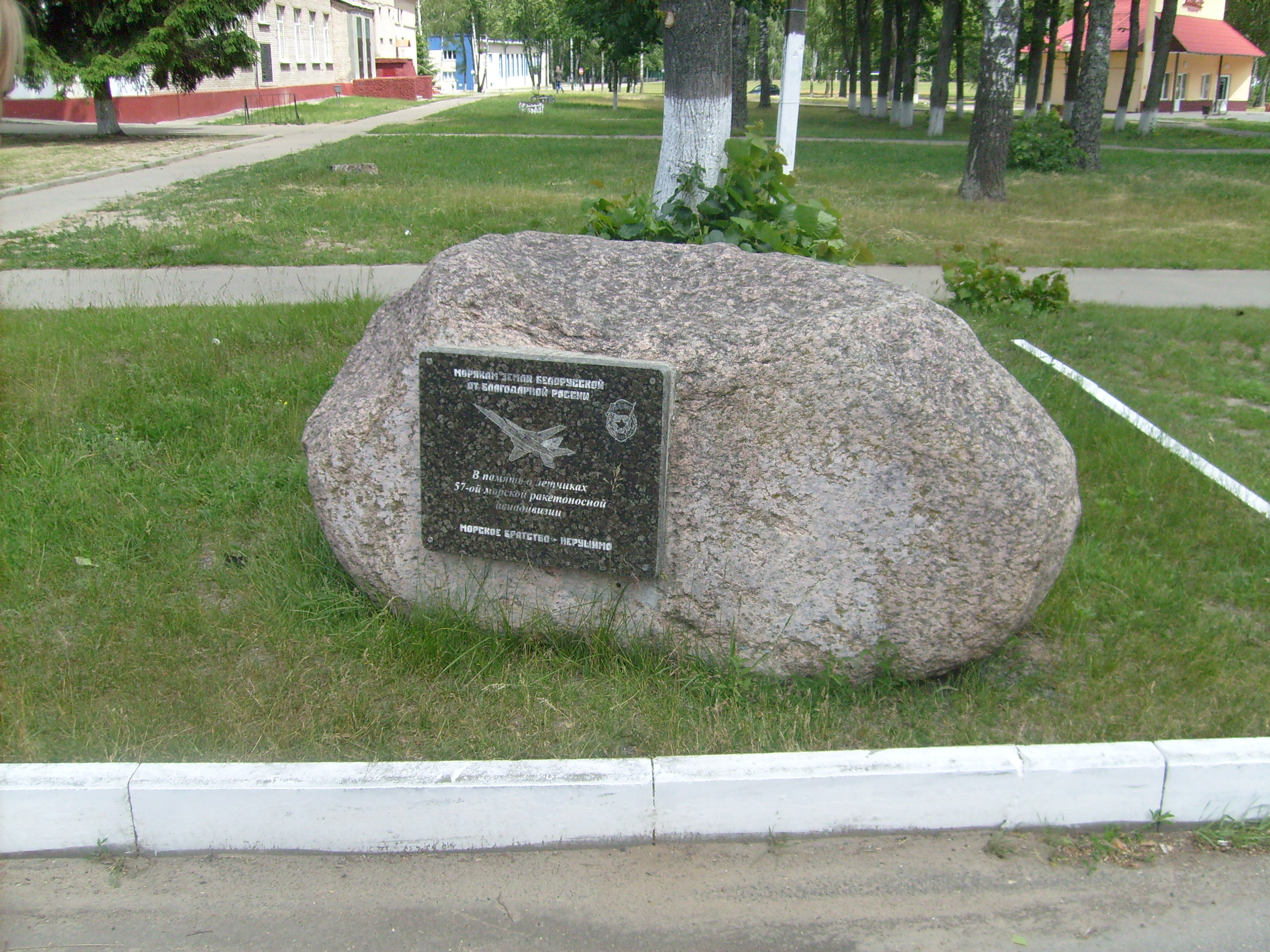
Памятный знак воинам дивизии в городке на аэродроме Быхов

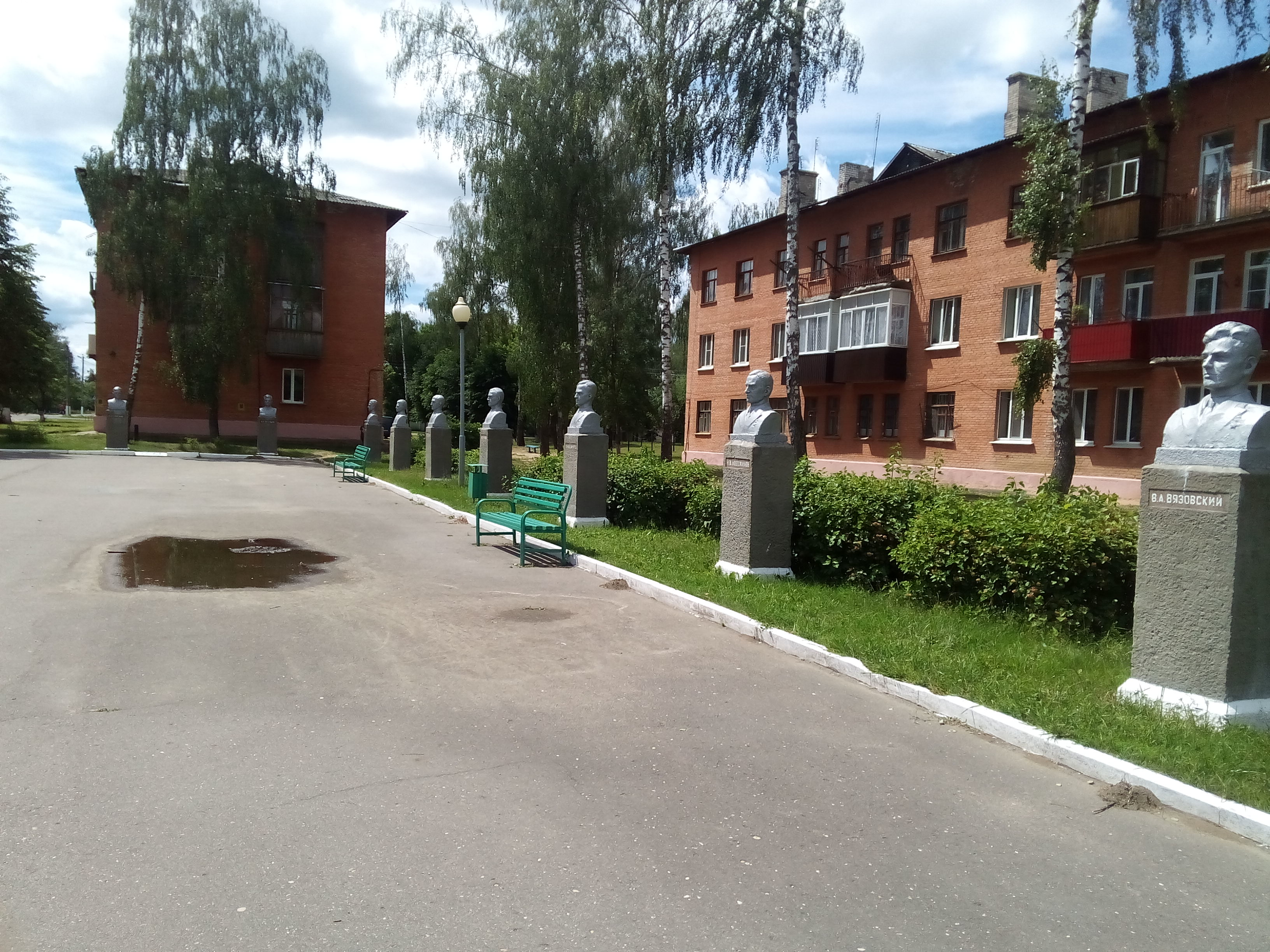
Городок на аэродроме Быхов. Площадь героев

- Бирюков Серафим Кириллович, капитан, заместитель командира 42-го авиационного полка дальнего действия 36-й авиационной дивизии дальнего действия Указом Президиума Верховного Совета СССР от 20 июня 1942 года удостоен звания Герой Советского Союза. Золотая Звезда № 579.
- Васильев Василий Васильевич, капитан, командир эскадрильи 42-го авиационного полка дальнего действия 36-й авиационной дивизии дальнего действия 8-го авиационного корпуса дальнего действия авиации дальнего действия Указом Президиума Верховного Совета СССР от 13 марта 1944 года удостоен звания Героя Советского Союза (посмертно).
- Владимиров Михаил Григорьевич, капитан, штурман эскадрильи 108-го авиационного полка дальнего действия 36-й авиационной дивизии дальнего действия 8-го авиационного корпуса дальнего действия авиации дальнего действия Указом Президиума Верховного Совета СССР от 5 ноября 1944 года удостоен звания Героя Советского Союза. Золотая Звезда № 5253.
- Зуенко Иван Семёнович, капитан, штурман эскадрильи, 108-го бомбардировочного авиационного полка 36-й бомбардировочной авиационной дивизии 1-го гвардейского бомбардировочного авиационного корпуса (второго формирования) 18-й воздушной армии Указом Президиума Верховного Совета СССР от 15 мая 1946 года удостоен звания Герой Советского Союза. Золотая Звезда № 9052[9].
- Ижутов Николай Степанович, капитан, инструктор по радионавигации, заместитель штурмана 108-го бомбардировочного авиационного полка 36-й бомбардировочной авиационной дивизии 1-го гвардейского бомбардировочного авиационного корпуса (второго формирования) 18-й воздушной армии Указом Президиума Верховного Совета СССР от 15 мая 1946 года удостоен звания Герой Советского Союза. Золотая Звезда № 4711[10].
- Коновалов Андрей Павлович, капитан, штурман эскадрильи 42-го авиационного полка дальнего действия 36-й авиационной дивизии дальнего действия 8-го авиационного корпуса дальнего действия авиации дальнего действия Указом Президиума Верховного Совета СССР от 13 марта 1944 года удостоен звания Героя Советского Союза. Золотая Звезда № 3534.
- Краснюков Иван Иосифович, гвардии капитан, штурман эскадрильи 240-го гвардейского бомбардировочного авиационного полка 36-й бомбардировочной авиационной дивизии 1-го гвардейского бомбардировочного авиационного корпуса 18-й воздушной армии Указом Президиума Верховного Совета СССР от 29 июня 1945 года удостоен звания Героя Советского Союза. Золотая Звезда № 7999.
- Кретов, Степан Иванович, гвардии капитан, командир эскадрильи 240-го гвардейского бомбардировочного авиационного полка 36-й бомбардировочной авиационной дивизии 1-го гвардейского бомбардировочного авиационного корпуса 18-й воздушной армии Указом Президиума Верховного Совета СССР от 23 февраля 1948 года удостоен звания дважды Героя Советского Союза. Золотая Звезда № 44.
- Лапс Анатолий Александрович, старший лейтенант, заместитель командира эскадрильи 42-го авиационного полка дальнего действия 36-й авиационной дивизии дальнего действия 8-го авиационного корпуса дальнего действия авиации дальнего действия Указом Президиума Верховного Совета СССР от 13 марта 1944 года удостоен звания Героя Советского Союза (посмертно).
- Новожилов Николай Вячеславович, капитан, командир эскадрильи 108-го авиационного полка дальнего действия 36-й авиационной дивизии дальнего действия 8-го авиационного корпуса дальнего действия авиации дальнего действия Указом Президиума Верховного Совета СССР от 19 августа 1944 года удостоен звания Героя Советского Союза. Золотая Звезда № 4083.
- Осипов Василий Васильевич, старший лейтенант, командир эскадрильи 108-го авиационного полка дальнего действия 36-й авиационной дивизии дальнего действия 8-го авиационного корпуса дальнего действия авиации дальнего действия Указом Президиума Верховного Совета СССР от 29 июня 1945 года удостоен звания Героя Советского Союза. Золотая Звезда № 7608.
- Платонов Константин Петрович, старший лейтенант, заместитель командира эскадрильи 108-го авиационного полка дальнего действия 36-й авиационной дивизии дальнего действия 8-го авиационного корпуса дальнего действия авиации дальнего действия Указом Президиума Верховного Совета СССР от 13 марта 1944 года удостоен звания Героя Советского Союза. Золотая Звезда не вручена в связи с гибелью.
- Прокудин Алексей Николаевич, майор, штурман звена 108-го авиационного полка дальнего действия 36-й авиационной дивизии дальнего действия 8-го авиационного корпуса дальнего действия авиации дальнего действия Указом Президиума Верховного Совета СССР от 19 августа 1944 года удостоен звания Героя Советского Союза. Золотая Звезда № 4416.
- Романов Пётр Иванович, капитан, командир звена 108-го авиационного полка дальнего действия 36-й авиационной дивизии дальнего действия 8-го авиационного корпуса дальнего действия авиации дальнего действия Указом Президиума Верховного Совета СССР от 19 августа 1944 года удостоен звания Героя Советского Союза. Золотая Звезда № 4057.
- Ткачёв Григорий Елизарович, майор, заместитель по радионавигации штурмана 240-го гвардейского бомбардировочного авиационного полка 36-й бомбардировочной авиационной дивизии 1-го гвардейского бомбардировочного авиационного корпуса (второго формирования) 18-й воздушной армии Указом Президиума Верховного Совета СССР от 29 июня 1945 года удостоен звания Герой Советского Союза. Золотая Звезда № 8008[11].
- Уржунцев, Константин Исаакович, майор, командир эскадрильи 171-го гвардейского бомбардировочного авиационного полка 57-й бомбардировочной авиационной дивизии 18-й воздушной армии Указом Президиума Верховного Совета СССР от 23 февраля 1948 года удостоен звания Герой Советского Союза. Золотая Звезда № 8313.
- Чумаченко Дмитрий Васильевич, гвардии подполковник, заместитель командира 240-го гвардейского бомбардировочного авиационного полка 36-й бомбардировочной авиационной дивизии 1-го гвардейского бомбардировочного авиационного корпуса 18-й воздушной армии Указом Президиума Верховного Совета СССР от 29 июня 1945 года удостоен звания Героя Советского Союза. Золотая Звезда № 8011.

### Полные кавалеры ордена Славы
- Власов Павел Фёдорович, гвардии младший лейтенант, начальник связи эскадрильи 28-го гвардейского бомбардировочного авиационного полка 36-й бомбардировочной авиационной дивизии 1-го гвардейского бомбардировочного авиационного корпуса 18-й воздушной армии. Полный кавалером ордена Славы — 23 февраля 1948 года.

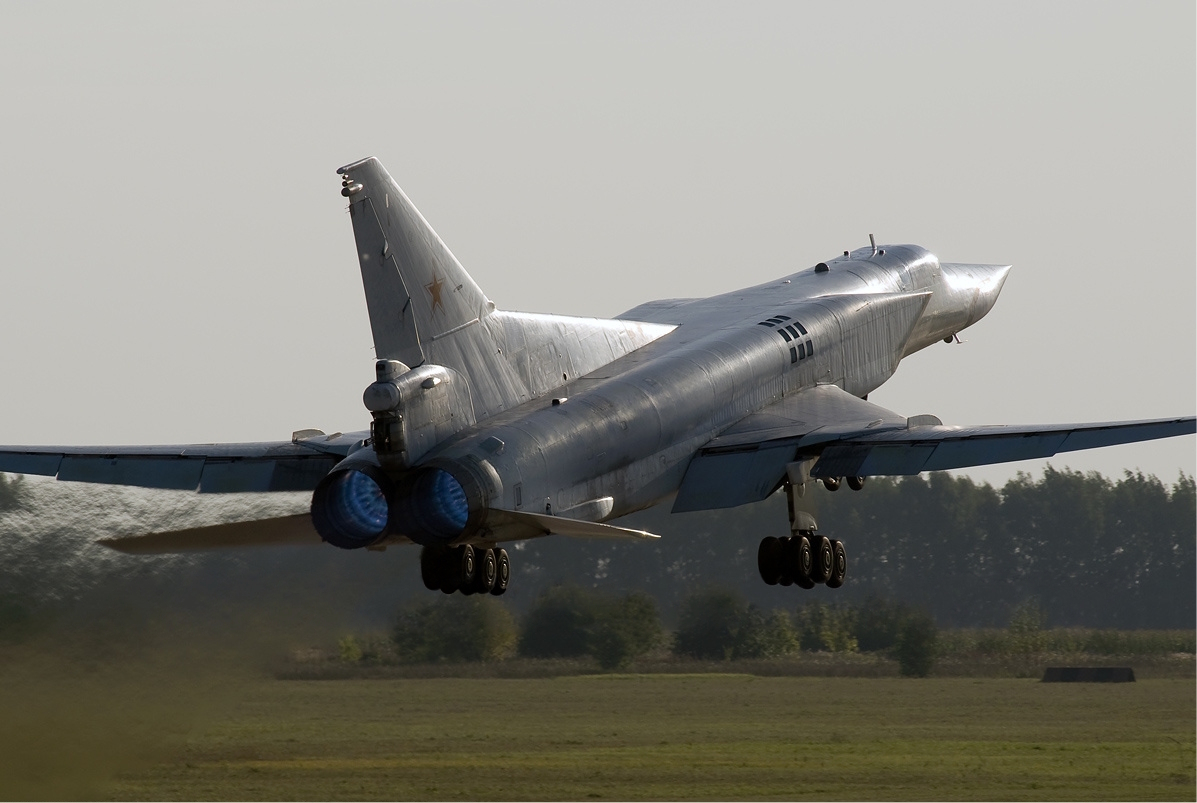
Самолёт Ту-22М3. Дивизия начала их получать в 1989 году

### Герои Российской Федерации
- Бохонко, Иван Иванович, полковник, командир 279-го отдельного корабельного штурмового авиационного полка Указом Президента Российской Федерации от 17 августа 1995 года удостоен звания Героя Российской Федерации.

## Благодарности Верховного Главнокомандующего
Воинам дивизии в составе корпуса объявлены благодарности Верховного Главнокомандующего:
- За отличие в боях при овладении литовским городом Клайпеда (Мемель) — важным портом и сильным опорным пунктом обороны немцев на побережье Балтийского моря, при завершении полного очищения Советской Литвы от немецких захватчиков[12].
- За отличие в боях при разгроме окружённой группировки противника в Будапеште и овладении столицей Венгрии городом Будапешт — стратегически важным узлом обороны немцев на путях к Вене[13].
- За отличие в боях при разгроме группы немецких войск юго-западнее Кёнигсберга[14].
- За отличие в боях при овладении городом и крепостью Гданьск — важнейшим портом и первоклассной военно-морской базой немцев на Балтийском море[15].
- За отличие в боях при овладении крепостью и главным городом Восточной Пруссии Кенигсберг — стратегически важным узлом обороны немцев на Балтийском море[16].
- За отличие в боях при овладении городами Франкфурт-на-Одере, Вандлитц, Ораниенбург, Биркенвердер, Геннигсдорф, Панков, Фридрихсфелъде, Карлсхорст, Кепеник и вступление в столицу Германии город Берлин[17].
- За отличие в боях при разгроме берлинской группы немецких войск и овладением столицы Германии городом Берлин — центром немецкого империализма и очагом немецкой агрессии[18].
- За отличие в боях при овладении портом и военно-морской базой Свинемюнде — крупным портом и военно-морской базой немцев на Балтийском море[19].

## Базирование
| Период                  | Аэродром                          |
| ----------------------- | --------------------------------- |
| 04.1944 — 05.1946       | Мендзыжец-Подляски, Польша        |
| 05.1946 — 01.1951       | Новозыбков, Брянская область      |
| 01.1951 — 31.12.1991    | Быхов, Могилевская область        |
| 31.12.1991 — 01.05.1998 | Североморск-3, Мурманская область |